# Saverio Sechini
Saverio Giuseppe Pasquale Sechini (Notaresco, 29 maggio 1887 – Pescara, 25 agosto 1963) è stato un politico, giornalista e poeta italiano.

## Biografia
Laureato in Lettere a Genova (30 giugno 1924) e in legge a Macerata (7 luglio 1933 - voto 80/100), inizia da giovanissimo l'attività di giornalista e politico tra le file del Partito Popolare Italiano di don Luigi Sturzo. Fu vicesindaco e insegnante nel Regio Istituto Industriale a Giulianova durante e dopo il regime Fascista fu preside di scuole superiori in alcune città tra le provincie di Chieti, Pescara e Teramo. 

Dal 25 giugno 1946 al 31 gennaio 1948, fu eletto come deputato della consulta nazionale italiana e fu uno dei padri fondatori della DC in Abruzzo insieme all'Avv. Giuseppe Spataro e ricoprì vari incarichi politici in provincia di Pescara e in Abruzzo. Dal 1956 e fino alla sua morte ricoprì la carica di Assessore ai Lavori Pubblici. 

Morì a Pescara il 25 agosto 1963.

## Pubblicazioni
- Saverio Sechini, I Sonetti di Ele, pp. 211, Società Tipografica Editoriale Porta, Piacenza, 1914.
- Saverio Sechini, Il Trittico dei Fiori, pp. 10, Premiato Stabilimento del Lauro, Teramo, 1915.
- Saverio Sechini, Il Trittico dei Fiori, pp. 9, Premiato Stabilimento del Lauro, Teramo, 1916.
- Saverio Sechini, I Sonetti di Ele, 215, Società Tipografica Editoriale Porta, Piacenza, 1924.
- Saverio Sechini, Per le belle nozze, Stabilimento Tipografico TALIA, Giulianova, 1927.
- Arnolfo Santelli, L'adunata della poesia, editoriale italiana contemporanea, Arezzo, 1929, pp. 590
- E. Contardi-Rhodio, Sous la caresse des trois mers - tome II, editions du Parnasse, 1932, Paris (poesia a pag. 215, S.O.S.)

## Onorificenze e Riconoscimenti
- Diploma di Benemerenza - Società Nazionale Dante Alighieri. Roma, 24 novembre 1953 (delibera, 14 novembre 1953)
- Cavaliere al Merito della Repubblica Italiana. Roma, 2 giugno 1957 (brevetto, 54242 - serie 1)
- Commendatore al Merito della Repubblica Italiana. Roma, 2 giugno 1959 (brevetto, 13587 - serie 1)
- Diploma di Medaglia d'Oro - Associazione della Stampa Pescarese. Pescara, 12 maggio 1963
- Diploma (alla memoria) di Benemerenza - Associazione Nazionale Perseguitati Politici Italiani antifascisti. Pescara, 26 giugno 1977